# Trash (Roman)
Trash ist ein Jugendroman des britischen Autors Andy Mulligan. Die englische Originalausgabe erschien im Oktober 2010 beim Verlag David Fickling Books. Die deutsche Übersetzung von Uwe-Michael Gutzschhahn wurde im Oktober 2011 veröffentlicht.

## Handlung
Die Straßenkinder Raphael und Gardo leben auf einer Mülldeponie im Slum Behala, wo sie mehr oder weniger wertvolle Gegenstände aus dem Müll sammeln und von deren Verkauf leben. Eines Tages findet Raphael auf dem Müllberg eine Tasche, die viel Geld, einen Brief und einen Schlüssel enthält. Sie freuen sich über das Geld und beachten Brief und Schlüssel zunächst nicht weiter.
Kurz darauf tauchen zahlreiche Polizisten auf der Deponie auf und befragen die Bewohner nach der Tasche. Sie bieten sogar einen erheblichen Finderlohn dafür. Raphael reagiert misstrauisch auf die vollmundigen Versprechungen und verschweigt den Polizisten den Fund. Nachdem seine Tante jedoch eine unbedachte Bemerkung gemacht hat, wird Raphael zu einer Vernehmung ins Polizeirevier gebracht.
Obwohl er von den Polizisten massiv bedroht und auch misshandelt wird, gibt er seinen Fund nicht preis. Die Polizisten lassen ihn schließlich gehen. Raphael ist sich nun sicher, dass die Tasche ein weit wertvolleres Geheimnis enthalten muss. Mit ihrem Freund Ratte begeben sich Gardo und Raphael auf die Suchen nach einem Bahnhofsschließfach, zu dem der Schlüssel scheinbar gehört.
Sie finden das Schließfach und entdecken in diesem eine geheime Botschaft mit einem Zahlencode. Aus der Zeitung erfahren sie, dass dem korrupten Vizepräsidenten sechs Millionen Dollar gestohlen wurden. 

## Auszeichnungen
- 2011: ALA Best Books for Young Adults: Top Ten Best Fiction for Young Adults
- 2011: JuBu Buch des Monats Dezember 2011

## Verfilmung
Der Roman wurde 2014 unter der Regie von Stephen Daldry verfilmt. Trash feierte seine Premiere am 7. Oktober 2014 beim Festival do Rio. Im Gegensatz zum Buch, in dem Südostasien Schauplatz der Handlung ist, spielt der Film in einer brasilianischen Favela. Die drei Hauptfiguren wurden von den Laiendarstellern Rickson Tevez, Eduardo Luis und Gabriel Weinstein gespielt. Weitere Rollen übernahmen Rooney Mara, Martin Sheen, Wagner Moura und Selton Mello.

## Ausgaben
- Andy Mulligan: Trash. David Fickling Books, 2010, ISBN 978-0-385-61901-1
- Andy Mulligan: Trash. Aus dem Englischen von Uwe-Michael Gutzschhahn. Rowohlt, Reinbek 2011, ISBN 978-3-499-21598-8 (rororo rotfuchs)